# Maxillaria undatiflora
Maxillaria undatiflora är en orkidéart som beskrevs av Hipólito Ruiz López och Pav.. Maxillaria undatiflora ingår i släktet Maxillaria och familjen orkidéer.
Artens utbredningsområde är Peru. Inga underarter finns listade i Catalogue of Life.